# Гетто в Синявке (Минская область)
Гетто в Синя́вке (лето 1941 — август 1943) — еврейское гетто, место принудительного переселения евреев деревни Синявка Клецкого района Минской области и близлежащих населённых пунктов в процессе преследования и уничтожения евреев во время оккупации территории Белоруссии войсками нацистской Германии в период Второй мировой войны.

## Оккупация Синявки и создание гетто
В деревне Синявка перед войной жили 700 евреев, из которых 105 были школьного возраста. К началу войны в Синявке находились и многочисленные евреи-беженцы из Польши.
Вскоре после оккупации местечка, летом 1941 года, немцы, реализуя нацистскую программу уничтожения евреев, организовали в местечке гетто и создали юденрат.

## Условия в гетто
Гетто занимало квартал, где до войны жили большинство евреев местечка — вдоль Пинского тракта до пересечения с шоссе Брест-Москва.
Синявское гетто было огорожено колючей проволокой, и его периметр патрулировали полицейские.

## Уничтожение гетто
Около 300 синявских евреев были убиты в июне 1942 года. Во время этой «акции» (таким эвфемизмом нацисты называли организованные ими массовые убийства) евреям приказали выйти из домов, прятавшихся находили и загоняли к остальным. На шоссе поставили два пулемета, и под их прицелом немцы с местными и литовскими полицейскими гнали колонну обреченных людей по Пинскому тракту вниз, за мостик, к месту расстрела. Там людей посадили на землю, по 10 человек заставляли раздеваться и гнали к расстрельной яме. Эту яму заранее заставили выкопать самих евреев, соврав им, что это будет бомбоубежище.

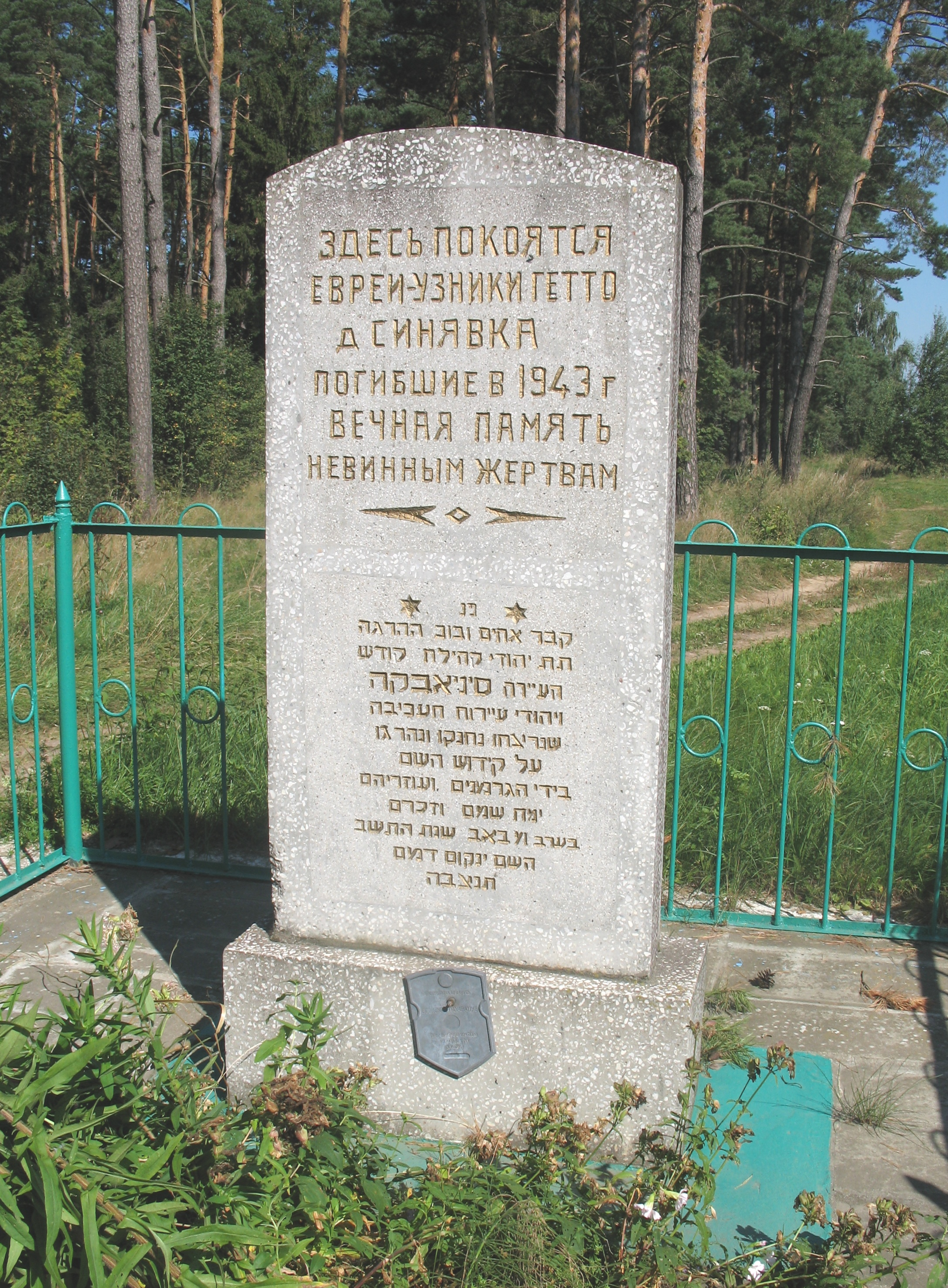
Надпись на памятнике

Последних узников убили в августе 1943 года на окраине деревни Нарешевичи.

## Память
Всего в местечке Синявка были убиты 920 евреев.
Опубликованы неполные списки убитых синявских евреев.
На месте расстрела последних евреев Синявки у деревни Нарешевичи установлен памятник жертвам геноцида.